# Haus der FrauenGeschichte
Das Haus der FrauenGeschichte (HdFG) in Bonn ist ein Museum, das sich die Aufgabe stellt, frauen- und geschlechtergeschichtliches Wissen zu vermitteln und dabei einen umfassenden Blick über die Menschheitsgeschichte aus Frauen/Geschlechtersicht in einem sinnvollen Zusammenhang bietet. Es ist das einzige deutsche Museum, das die Geschichte aus Perspektive der Frauen abbildet. Das Museum war vor seiner Schließung wöchentlich geöffnet und der Eintritt kostenlos.

## Geschichte
Das Museum wird von dem eingetragenen Verein Haus der FrauenGeschichte e.V. betrieben. Der Verein wurde 2012 von der Historikerin Annette Kuhn gegründet, die ab 1974 den ersten Lehrstuhl für Frauengeschichte in Deutschland bekleidete. Er ging aus dem Verein Haus der Frauengeschichte zur Förderung des geschlechterdemokratischen historischen Bewusstseins e.V. hervor, den Kuhn 1999 nach ihrer Emeritierung mit anderen Frauen ins Leben gerufen hatte.
Haus der FrauenGeschichte versteht sich als historisch-politische Bildungsinstitution und hat zum Ziel, die Geschichte der Menschheit von ihren Anfängen bis in die Gegenwart mittels Publikationen, Ausstellungen und internationalen Veranstaltungen aus geschlechtergerechter und frauenhistorischer Perspektive darzustellen und die wissenschaftliche Arbeit rund um die Geschichte der Frauen fortzusetzen. Dazu realisierte Kuhn 2012 die Einrichtung eines Ausstellungsortes in der Bonner Wolfstraße und hatte bereits 2008 die Annette-Kuhn-Stiftung „zur Förderung frauenhistorischer Forschung und Bildung“ gegründet, die auch über ihren Tod hinaus als Trägerin des Vereins und des Hauses die Basis für dessen Fortbestand und Entwicklung darstellen sollte. Ein Fokus des Museums liegt auf den europäischen Frauenbewegungen zwischen 1938 und 1958.
Das Haus der FrauenGeschichte wurde von 2019 bis 2021 vom Bundesministerium für Familie, Senioren, Frauen und Jugend gefördert.
Nach dem Tod von Annette Kuhn 2019 geriet der Verein in wirtschaftliche Schwierigkeiten, da die Stiftung entgegen den Absichten ihrer Stifterin nicht zahlungsfähig war, was unter anderem 2022 die Aufgabe des Ausstellungsortes und den Auszug aus den Räumlichkeiten in der Wolfstraße zur Folge hatte. Seit 2023 befinden sich die Räume im Ernst-Moritz-Arndt-Haus in Bonn, der Ausstellungsbereich wurde aber schon nach kurzem Betrieb – wiederum aus finanziellen Gründen – wieder geschlossen.
Seither bemüht sich der Verein unter neuer Führung durch die Wissenschaftlerinnen Alma Hannig, Annika Kreuziger und Caroline Smout um Fördergelder und Sponsoren, um eine Wiedereröffnung und einen dauerhaften Betrieb zu ermöglichen und setzt gleichzeitig wechselnde Projekte um, die darauf abzielen, „ein differenzierteres und geschlechtergerechteres Verständnis der Geschichte zu ermöglichen“. So zeigte der Verein zum Jubiläumsjahr des Grundgesetzes im Jahr 2024 im Rathaus Königswinter eine interaktive, zweisprachige (dt./engl.) Ausstellung zur Geschichte der Gleichberechtigung in Deutschland, die die Frauenperspektiven seit 1949 in den Mittelpunkt stellt.

## Ausstellungen
In Zusammenarbeit mit der Deutschen Digitalen Bibliothek veröffentlichte der Verein im Jahr 2025 eine virtuelle Ausstellung mit dem Titel „heimlich, laut und leise“, die einen ausführlichen Einblick in die vielseitigen Aktivitäten von Frauen im Widerstand gegen den Nationalsozialismus bietet.

## Stadtführungen
Der Verein bietet Stadtführungen an, bei der inspirierende Frauen aus der Geschichte im Vordergrund stehen.

## Publikationen
Das Museum gab die Schriftenreihe „Schriften aus dem Haus der Frauengeschichte“ und „Spirale der Zeit. Frauengeschichte sichtbar machen“ heraus.